# Erinnerungsmedaille für 1906 (Baden)
Die Erinnerungsmedaille für 1906 wurde von Großherzog Friedrich I. von Baden anlässlich seiner Goldenen Hochzeit am 20. September 1906 an folgenden Personenkreis verliehen:
- alle noch lebenden Militärpersonen, die bei den Einzugsfeierlichkeiten im Jahre 1856 Dienst taten,
- die Gefolge der anlässlich der Feierlichkeiten anwesenden Fürstlichkeiten,
- Mitglieder der an diesem Tag kommandierten militärischen Deputationen,
- Gesandte anderer Staaten sowie
- vom Großherzog besonders ausgewählte Persönlichkeiten.

Gefertigt wurde die runde Medaille aus vergoldeter Bronze und zeigt das nach rechts gewandte Brustbild des Stifters und seiner Frau Luise Marie Elisabeth von Preußen. Im oberen Halbrund umlaufend die Inschrift FRIEDRICH UND LUISE VON BADEN 1856 · 1906 ·. Auf der Rückseite sind die beiden schräg gestellten Wappenschilde von Baden (links) und Preußen (rechts), die von einer Krone überragt werden, zu sehen. Zwischen den beiden Wappen eine Rose und darunter die Jahreszahlen 1856 – 1906 sowie das Datum 20.9.
Getragen wurde die Auszeichnung an einem gelben Band mit roten Seitenstreifen auf der linken Brust. Der Entwurf stammt von dem Medailleur Rudolf Mayer (1846–1916).